# Jakobuskirche (Bruchköbel)

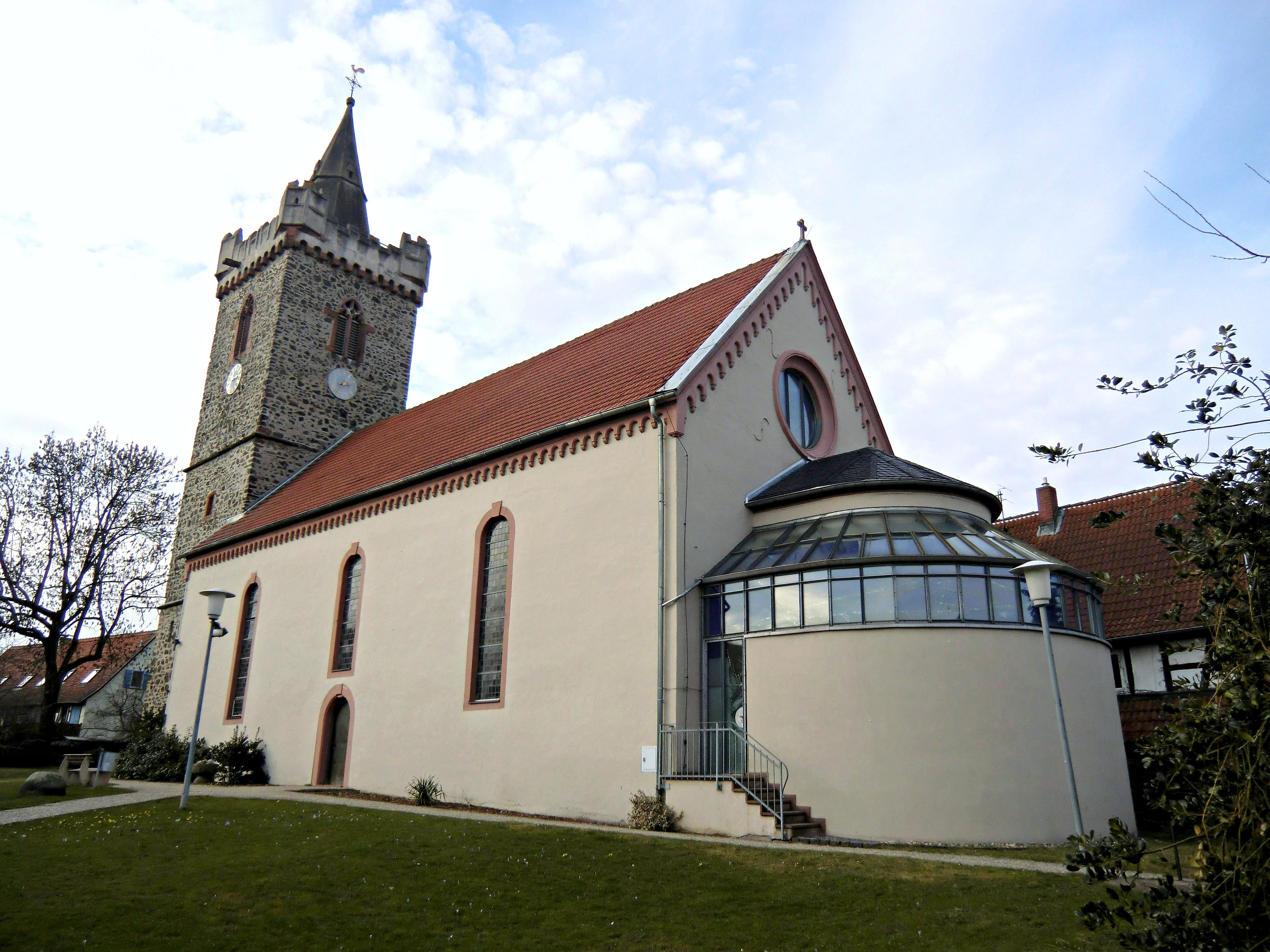
Die Jakobuskirche in Bruchköbel

Die evangelische Jakobuskirche in Bruchköbel, einer Stadt im osthessischen Main-Kinzig-Kreis, ist die älteste Kirche und ihr Turm das Wahrzeichen der Stadt. Die Kirchengemeinde gehört zum Kirchenkreis Hanau der Evangelischen Kirche von Kurhessen-Waldeck.

## Geschichte
1392 wird eine „pharkirchen sente Jacobs zu Bruchkebil“ erwähnt, also eine dem Jakobus dem Älteren geweihte, damals noch katholische Kirche. Allerdings legen andere Urkunden und Mauerfunde nahe, dass schon vor dem 12. Jahrhundert dort eine Kirche existiert haben muss. Der markante Turm trägt am Eingangsportal die Jahreszahl 1505, in der Nähe der Turmspitze die Jahreszahl 1510. Er ist in seiner Gestaltung bis auf den Turm des rund 7 km entfernten ehemaligen Klosters St. Wolfgang in Hanau einmalig in der Umgebung.

## Orgel
Die aktuelle Orgel wurde 1991 von Werner Bosch Orgelbau als Opus 842 gebaut. Sie hat auf zwei Manualen und Pedal 27 Register, davon sind 23 klingend. Die Spieltraktur ist mechanisch, die Registertraktur elektrisch. Außerdem gibt es zwei freie Kombinationen. Die Disposition lautet:
| I Hauptwerk C–g3 |       |
| Gedacktpommer    | 16′   |
| Principal        | 8′    |
| Gedacktflöte     | 8′    |
| Octave           | 4′    |
| Gedackt          | 4′    |
| Quinte           | 2 ⁄3′ |
| Octave           | 2′    |
| Mixtur III–IV    | 1 ⁄3′ |
| Trompete         | 8′    |

| II Schwellwerk C–g3 |        |
| Holzgedackt         | 8′     |
| Gamba               | 8′     |
| Principal           | 4′     |
| Rohrflöte           | 4′     |
| Nasard              | 2 ⁄3′  |
| Hohlflöte           | 2'     |
| Terz                | 1 3⁄5′ |
| Scharff III         | 1′     |
| Oboe                | 8′     |
|                     |        |
| Tremulant           |        |

| Pedal C–f1  |     |
| Subbaß      | 16′ |
| Octavbaß    | 8′  |
| Rohrgedackt | 8′  |
| Choralbaß   | 4′  |
| Posaune     | 16′ |

- Koppeln: II/P, I/P, II/I.